# Heuns metod
Heuns metod, numerisk metod för att lösa begynnelsevärdesproblem hos första ordningens differentialekvationer. Metoden utnyttjar lutningen dels i punkten {\displaystyle (t_{i},y_{i})}, dels ett approximativt lutningsvärde i nästa punkt, det vill säga vid {\displaystyle t_{i+1}=t_{i}+h}. Medelvärdet av dessa lutningar leder oss till beräkningsformeln:

{\displaystyle y_{i+1}=y_{i}+{\frac {h}{2}}(f_{1}+f_{2}),\quad {\mbox{där}}\left\{{\begin{matrix}f_{1}=f(t_{i},y_{i})\\f_{2}=f(t_{i}+h,y_{i}+hf_{1})\end{matrix}}\right.}